# 石鼓源乡
石鼓源乡，是中华人民共和国湖南省永州市祁阳市下辖的一个乡镇级行政单位。

## 行政区划
2015年，祁阳县调整乡镇区划。获得湖南省人民政府的批准后，11月24日，永州市人民政府下发永政函〔2015〕216号文件，将上司源乡并入石鼓源乡。下辖18个建制村，乡人民政府驻地仍在五房村。
石鼓源乡下辖以下地区：
西岭坳村、石鼓源村、三满房村、大岭下村、借古岭村、五房村、源头村、冬田村、桂林村、芳塘村和乐山村。